# Beyer, Peacock and Company

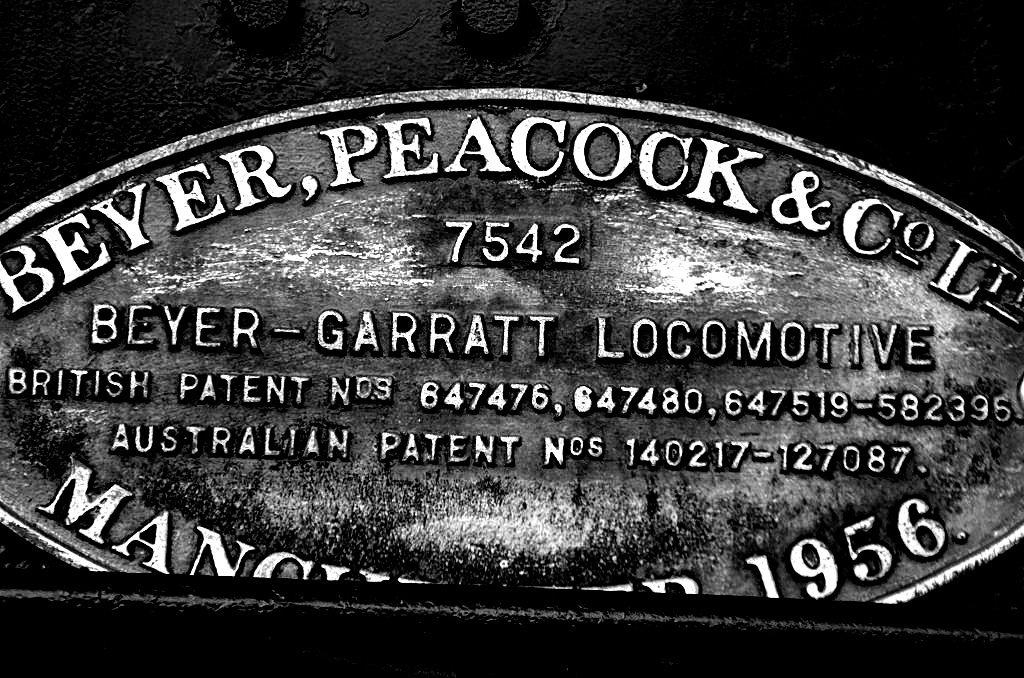
Plaquette op een locomotief van Beyer, Peacock and Company

Beyer, Peacock and Company was een Engelse locomotieffabrikant, gevestigd in Gorton in Manchester, Engeland. De fabriek werd opgericht door Charles Beyer en Richard Peacock en was actief tussen 1854 en 1966. In 1902 werd de naam gewijzigd in Beyer, Peacock and Company Limited.
De fabriek was een belangrijke leverancier van stoomlocomotieven aan de Maatschappij tot Exploitatie van Staatsspoorwegen en de Noord-Brabantsch-Duitsche Spoorweg-Maatschappij.
Van de voor de Maatschappij tot Exploitatie van Staatsspoorwegen gebouwde locomotieven zijn de 13 (uit 1865) en 326 (uit 1881) bewaard door het Het Spoorwegmuseum in Utrecht.